# 黑崎真音
黑崎真音（日语：／ Kurosaki Maon，1988年1月13日—2023年2月16日）是日本女性歌手及作詞家。隸屬於日本NBC環球娛樂公司旗下。之前所屬事務所為一二三，生前最後所屬事務所為ART ONE Entertainment，暱稱。

## 經歷
2006年秋天左右於東京‧吉祥寺一帶以團體一員開始現場活動，2008年在日本東京秋葉原的Dear Stage以個人名義演唱，被現在的音樂製作人冨田明宏相中，2010年以演唱電視動畫《學園默示錄 HIGHSCHOOL OF THE DEAD》片尾曲集正式出道。
於TV動畫《魔法禁書目錄II》擔當前期和後期片尾曲，填詞配合作品世界觀而廣受好評。其後陸續演唱薄櫻鬼 雪華錄系列片尾曲、小說改編電影『リアル鬼ごっこ3･4･5』的主題曲、女性向遊戲十鬼之絆 ～關原奇譚～主題曲、薄櫻鬼 黎明錄的片頭曲黎鳴 -reimei-、軍火女王的二期片頭曲UNDER／SHAFT、東京闇鴉的片頭曲X-encounter等等。
2011年以MAON名義與fripSide的sat和m.o.v.e的motsu組成團體「ALTIMA」，演唱過《灼眼的夏娜Ⅲ》、加速世界和噬血狂襲等作品的歌曲。
2011年起連續四年以個人及團體名義登上Animelo Summer Live，2010年亦開始參加Animax Musix等大型歌唱活動，除了日本國內以外，也曾去過洛杉磯、上海、廣州、香港、台北、馬來西亞、曼谷、荷蘭等各地演唱。
2016年8月ALTIMA宣布活動休止後，以個人名義活躍。
2020年9月，宣布与神田沙也加结成组合“ALICes”进行音乐活动。
2021年9月19日，所属事务所称黑崎真音在9月18日的LIVE放送活动中突然倒地，经诊断为硬腦膜外血腫，并进行了紧急手术，至少需要2个月以上的疗养时间。
2023年2月28日晚上，黑崎所屬事務所於其個人官網宣布已於同月16日病逝，享年35歲。

## 個人情報與逸聞
暱稱為「ヲ嬢」，意思是「御宅族的大小姐」，之前擔任廣播節目A&G ARTIST ZONE 2h主持人時產生的稱呼。
自述於2008年Animelo Summer Live觀賞栗林美奈實的現場演出深受震撼。以此為契機朝成為動畫歌手為目標，在Animelo Summer Live 2011 -rainbow-與栗林一起合唱「翼はPleasure Line」，其後在筑波大學的學園祭實現雙人演唱會的夢想。
女性向遊戲重度愛好者，喜歡的遊戲有純愛手札，喜歡的動漫作品有渡瀨悠宇的夢幻遊戲等等。
喜歡的食物為日本蕎麥麵、梅乾、壽司、玄米茶、炸馬鈴薯。
喜歡的顏色是紫色，演唱會和活動的螢光棒多以紫色為主。
喜歡的音樂類型為伊凡塞斯（Evanescence）、致命誘惑（Within Temptation）等歌德金屬系。
2014年迷上寶塚、觀賞職業摔角還有研究大王烏賊的生態。喜歡的寶塚演員有柚希礼音（現已退團）。喜歡的摔角選手有中邑真輔、永田裕志。
業界內私交比較好的友人有佐咲紗花、藍井艾露、STAR☆ANIS的WAKA（霧島若歌）、電波組.inc的古川未鈴等人，唱片公司前輩KOTOKO、川田真美、後輩Ray等也經常在個人網誌和推特等地方多次提及。
家中排行老么，有兩個姐姐，一直想要有個傲嬌的乾弟弟。
育有兩隻馬爾濟斯犬，名為プッチ與ココ。

## 作品

### 單曲
|      | 發售日期       | 曲名               | 規格編號                                                                 | 備註                                                        | 最高位 |
| ---- | -------------- | ------------------ | ------------------------------------------------------------------------ | ----------------------------------------------------------- | ------ |
| 1st  | 2010年11月24日 | Magic∞world        | GNCA-0184（初回限定盤） GNCA-0183（通常盤）                              | 電視動畫《魔法禁書目錄II》片尾曲                            | 20位   |
| 2nd  | 2011年3月2日   | メモリーズ・ラスト | GNCA-0185（初回限定盤） GNCA-0186（通常盤）                              | 電視動畫《魔法禁書目錄II》片尾曲                            | 14位   |
| 3rd  | 2012年5月9日   | HELL:ium           | GNCA-0237                                                                | 電影《奪命捉迷藏3･4･5》主題歌                               | 61位   |
| 4th  | 2012年8月8日   |                    | GNCA-0242（初回限定盤） GNCA-0243（通常盤）                              | 電視動畫《薄櫻鬼 黎明錄》片頭曲                             | 40位   |
| 5th  | 2012年10月17日 | UNDER/SHAFT        | GNCA-0245（初回限定盤） GNCA-0246（通常盤）                              | 電視動畫《軍火女王》第二季片頭曲                            | 36位   |
| 6th  | 2013年11月6日  | X-encounter        | GNCA-0312（初回限定BD盤） GNCA-0313（初回限定DVD盤） GNCA-0314（通常盤） | 電視動畫《東京闇鴉》片頭曲                                  | 13位   |
| 7th  | 2014年10月15日 |                    | GNCA-0350（初回限定盤） GNCA-0352（通常盤） GNCA-0351（動畫盤）          | 電視動畫《灰色的果實》片頭曲                                | 16位   |
| 8th  | 2015年5月13日  |                    | GNCA-0374（初回限定盤） GNCA-0376（通常盤） GNCA-0375（動畫盤）          | 電視動畫《灰色的樂園》片頭曲                                | 21位   |
| 9th  | 2015年8月19日  |                    | GNCA-0396（初回限定盤） GNCA-0397（通常盤）                              | 電視動畫《學園孤島》片尾曲                                  | 36位   |
| 10th | 2016年7月27日  | DEAD OR LIE        | GNCA-0433（初回限定盤） GNCA-0435（通常盤） GNCA-0434（動畫盤）          | 電視動畫《槍彈辯駁3 －The End of 希望峰學園－未来篇》片頭曲 | 27位   |
| 11th | 2016年11月23日 | VERMILLION         | GNCA-0436（初回限定盤） GNCA-0437（通常盤）                              | 電視動畫《漂流武士》片尾曲                                  | 44位   |
| 企劃 | 2017年3月22日  | Last Desire        | KSLA-129（通常盤）                                                       | 電視動畫《Rewrite》Terra篇片頭曲                            | 29位   |
| 12th | 2018年5月9日   | décadence          | GNCA-0507（初回限定盤） GNCA-0438（通常盤）                              | 電視動畫《罪人與龍共舞》片尾曲                              | 39位   |
| 13th | 2018年11月21日 | Gravitation        | GNCA-0545（初回限定盤） GNCA-0547（通常盤） GNCA-0546（動畫盤）          | 電視動畫《魔法禁書目錄Ⅲ》片頭曲                             | 29位   |
| 14th | 2019年3月6日   | ROAR               | GNCA-0560（初回限定盤） GNCA-0562（通常盤） GNCA-0561（動畫盤）          | 電視動畫《魔法禁書目錄Ⅲ》第二片頭曲                         | 32位   |
| 15th | 2019年3月13日  |                    | GNCA-0563（初回限定盤） GNCA-0564（通常盤）                              | 劇場版《灰色 幻影扳機》主題曲                               | 39位   |
| 16th | 2020年11月18日 |                    | GNCA-0627（初回限定盤） GNCA-0628（通常盤）                              | 電視動畫《光之戰記 -ZUERST-》片頭曲                         | 34位   |
| 17th | 2021年12月24日 | -Beautiful world-  | GNCA-0653 (通常盤)                                                       | 電視動畫 《薄櫻鬼》OVA 片尾曲                               | 110位  |
| 18th | 2022年11月16日 | more＜STRONGLY     | GNCA-0680                                                                | 電視動畫 《轉生就是劍》 片尾曲                              | 65位   |

### 個人原創專輯
|        | 發售日期       | 曲名                                | 規格編號                                                                | 最高位 |
| ------ | -------------- | ----------------------------------- | ----------------------------------------------------------------------- | ------ |
| 1st    | 2010年9月22日  | H.O.T.D.                            | GNCA-1260（通常盤）                                                     | 25位   |
| 迷你   | 2011年8月10日  | 五色詠-Immortal Lovers-             | GNCA-1305（通常盤）                                                     | 51位   |
| 1st    | 2011年11月30日 | Butterfly effect                    | GNCA-1316（初回限定盤） GNCA-1317（通常盤）                             | 43位   |
| 2nd    | 2013年4月10日  | VERTICAL HORIZON                    | GNCA-1353（初回限定盤） GNCA-1354（通常盤）                             | 25位   |
| 3rd    | 2014年7月23日  | REINCARNATION                       | GNCA-1413（CD初回限定盤） GNCA-1412（BD初回限定盤） GNCA-1414（通常盤） | 21位   |
| 4th    | 2015年11月25日 | Mystical Flowers                    | GNCA-1473（初回限定盤） GNCA-1474（通常盤）                             | 27位   |
| 精選輯 | 2017年9月27日  | MAON KUROSAKI BEST ALBUM -M.A.O.N.- | GNCA-1514（初回限定盤） GNCA-1515（通常盤）                             | 18位   |
| 5th    | 2019年6月19日  | Beloved One                         | GNCA-1538（初回限定盤） GNCA-1539（通常盤）                             | 24位   |

### 其他合作單曲
|   | 發售日期      | 曲名     | 備註                                     |
| - | ------------- | -------- | ---------------------------------------- |
| ※ | 2012年7月18日 | 悠久之謳 | PSP遊戲《十鬼之絆 ～關原奇譚～》主題曲集 |
| ※ | 2013年7月31日 | 花結之謳 | PSP遊戲《十鬼之絆 花結綴》主題曲集       |

### 其他合作專輯
| 發售日期      | 專輯名                        | 曲名                     | 備註                       |
| ------------- | ----------------------------- | ------------------------ | -------------------------- |
| 2013年8月28日 | とある魔術の楽曲目録          | Snap out of it!!         | 魔法禁書目錄印象歌曲       |
| 2014年1月22日 | Disney Rocks!!! Girl`s Power! | ホール・ニュー・ワールド | 翻唱迪士尼動畫阿拉丁主題曲 |

## 活動出演

### 個人活動
- MAON KUROSAKI LIVE2012 WINTER～Butterfly Effect～（2010年1月14日、澀谷WWW）
- MAON KUROSAKI LIVE 2011 FALL〜 First Anniversary 〜（2011年10月6日、澀谷WWW）
- MAON KUROSAKI LIVE 2012 FALL～2nd Anniversary～（2012年10月14日、SHIBUYA-AX）
- MAON KUROSAKI LIVE TOUR 2013“VERTICAL HORIZON”（2013年4月20日～4月28日 大阪OSAKA MUSE・名古屋BOTTOM LINE・東京渋谷O-EAST)
- MAON KUROSAKI Birthday Live 2014 -VIOLET!! （2014年1月13日、新宿BLAZE）
- MAON KUROSAKI LIVE TOUR 2014~2015“WINGS OF EDEN”（2014年11月23日～2015年1月11日、福岡DRUM SON、仙台HOOK、名古屋M.I.D、京都FANJ、東京赤坂BLITZ）
- 黒崎真音 LIVE TOUR 2016 “Mystical Flowers”（2016年1月11日～2016年1月31日、東京赤坂BLITZ、大阪umeda AKASO、愛知・名古屋SPADE BOX）

### 活動演出
- ANIMAX MUSIX FALL 2010（2010年11月3日、橫濱體育館）
- Animelo Summer Live 2011 -rainbow-（2011年8月28日、埼玉超級競技場）以個人名義、MAON（ALTIMA）名義演出
- 東日本大震災復興祭2011〜對於將來我們的孩子〜（2011年10月30日、代代木第二體育館）
- Lis Ani!LIVE 2011（2011年12月6日、日本武道館）※以黑崎真音、ALTIMA名義
- AL JAM supported by @JAM（2012年1月28日、吉祥寺CLUB SEATA）
- 薄櫻鬼 雪華錄～春之夢～（2012年2月26日、横濱國際平和會議場）
- A-FES2012（2012年3月24日、幕張展覽館國際展覽場9・10・11 HALL）
- AFA 馬來西亞 2012（2012年6月9日、Plaza Low Yat（1樓 Telventure, No. G-006）馬來西亞）
- 吉岡亜衣加音樂會 in 日本青年館2012　～薄桜鬼 歌響の宴～（2012年6月10日、日本青年館大廳）
- OTOMATE Party ♪ 2012（2012年8月4日、東京國際論壇大樓Hall A）
- a-nation2013（2012年8月9日、國立代代木競技場第一體育館）※以ALTIMA名義
- Animelo Summer Live 2012 -INFINITY∞-（2012年8月26日、埼玉超級競技場）以個人名義、MAON（ALTIMA）名義演出
- 中國動漫遊戲博覧會2012（2012年9月6日至9月10日、中國瀋陽）
- 栗林みな実×黒崎真音 LIVE MEMORIES（2012年10月6日、筑波大學 大會堂 演奏廳）
- DENGEKI MUSIC LIVE!!（2012年10月20日、幕張展覽館）以個人名義、MAON（ALTIMA）名義演出
- ANIMAX MUSIX 2012（2012年11月23日、橫濱體育館）
- Lis Ani!LIVE-3（2013年1月27日、日本武道館）
- OTOMATE Party 2013（2013年6月9日、東京國際論壇大樓）
- 台北A-LIVE Vol.3 （2013年9月29日、台灣台北 NEO19) 與藍井艾露一同
- Animelo Summer Live 2013「FLAG NINE」（2013年8月25日、埼玉超級競技場）
- 黑崎真音×佐咲紗花 Best Friends （2013年11月4日、筑波大學大學會館講堂）
- ANIMAX MUSIX 2013（2013年11月23日、橫濱體育館）
- Lis Ani!LIVE-4（2014年1月26日、日本武道館）※以ALTIMA名義
- 超音楽祭2014 ～超会議3～ DAY2 （2014年4月27日、幕張展覽館） ※以I've Special Unit名義
- ANISON DREAM STAGE 2014 （2014年7月18日、香港九龍灣國際展貿中心6樓展貿廳3）
- Animelo Summer Live 2014 -ONENESS- （2014年8月29日、埼玉超級競技場）以個人名義、MAON（ALTIMA）名義演出
- 「きたまえ↑」（2014年9月15日、北海道 札幌藝術之森）
- AnisonRock 2014 （2014年9月27日、神奈川縣川崎 CLUB CITTA）
- Lis Ani!LIVE-5（2015年1月24日、日本武道館）
- 『SPACE SHOWER SOCIUS』（2015年2月7日、渋谷 WWW）
- ANIMAX MUSIX 2015 OSAKA （2015年2月28日、大阪ORIX THEATER）
- Lis Ani!CIRCUIT Vol.6 （2015年3月28日、京都FANJ）

### 電視節目
- Girls Pop'n Party（2012年1月20日、新宿BLAZE）

### 實況節目
- 電波研究社（2012年5月3日、NICONICO生放送）
- 電波研究社（2012年8月30日、NICONICO生放送）
- 電波研究社（2012年10月18日、NICONICO生放送）
- 電波諜報局（2013年4月18日、NICONICO生放送）
- 電波諜報局（2013年9月5日、NICONICO生放送）-擔任代理主持人
- 電波諜報局（2013年10月31日、NICONICO生放送）
- TV動畫東京闇鴉nico特別節目（2013年11月5日、NICONICO生放送）
- 電波諜報局（2014年1月23日、NICONICO生放送）
- 電波諜報局（2014年7月10日、NICONICO生放送）
- 電波諜報局（2015年11月26日、NICONICO生放送）
- 電波ラボラトリー（2016年9月1日、NICONICO生放送）-擔任代理主持人

## 節目出演
無線廣播
- A&G ARTIST ZONE 2h（2010年10月7日 - 2011年12月29日）
- RADIO RONDO ROBE〜MK.Labo〜（2012年10月5日 - 2013年3月30日）
- RADIO RONDO ROBE〜MY ON AIR〜（2013年4月12日 -2015年4月3日）
- RADIO RONDO ROBE 〜 妄想王女の単独電波 〜（2015年4月10日 -2017年2月24日）
- 黒崎さんち （2017年3月6日 -）

電視節目
- アニぱら音楽館（2011年11月 -2014年1月 ）

電視動畫
- 學園孤島（女學生）

音樂劇
- PREMIUM 3D MUSICAL『英雄伝説 閃の軌跡』（2017年1月8日-15日 ）飾演亞莉莎·萊恩福爾特

## 註解
1. ↑  . 音楽ナタリー. 2020-09-25  [2021-01-09]. （原始内容存档于2023-04-14）.
2. ↑  @kurosakimaon.  (推文). 2020-09-22 –Twitter.
3. ↑  . 音楽ナタリー. 2021-09-19  [2021-09-19]. （原始内容存档于2023-09-30）.
4. ↑  . ライブドアニュース.   [2023-03-01]. （原始内容存档于2023-03-01） （日语）.
5. ↑  . 2023-02-28  [2023-02-28]. （原始内容存档于2023-05-24）.
6. ↑  . 毎日新聞デジタル. 2013-04-11  [2014-07-25]. （原始内容存档于2013-12-02）.
7. ↑  . AMEBA. 2011-08-29  [2014-07-25]. （原始内容存档于2013-12-02）.
8. ↑  http://profile.ameba.jp/kurosakimaon/%5B%5D
9. ↑  . アニメイトTV. 2012-10-12  [2014-07-25]. （原始内容存档于2014-08-20）.
10. ↑  .   [2015-05-22]. （原始内容存档于2016-03-11）.
11. ↑  .   [2015-05-22]. （原始内容存档于2016-03-11）.
12. ↑  .   [2014-07-25]. （原始内容存档于2013-12-02）.
13. ↑  . AMEBA. 2014-08-29  [2015-03-03]. （原始内容存档于2015-04-02）.

## 外部連結
- 黑崎真音官方網站（页面存档备份，存于）
- 黑崎真音個人blog （页面存档备份，存于）
- 黑崎真音的X（前Twitter）
- 黑崎真音的Instagram帳戶
- 官方歌迷俱樂部KUROSAKI FAMIGLIA（页面存档备份，存于）
- Dear Stage官方網站（页面存档备份，存于）
- ALTIMA官方網站（页面存档备份，存于）